# Гордеева, Татьяна Владимировна
Татья́на Влади́мировна Горде́ева (род. 3 июня 1973, Волгоград) — российская легкоатлетка, специалистка по многоборьям. Выступала за сборную России по лёгкой атлетике в 1995—2005 годах, трёхкратная победительница Кубка Европы в командном зачёте, чемпионка и призёрка первенств национального значения, участница летних Олимпийских игр в Афинах. Представляла Волгоградскую область. Заслуженный мастер спорта России.

## Биография
Татьяна Гордеева родилась 3 июня 1973 года в Волгограде.
Начала заниматься лёгкой атлетикой под руководством своего отца В. И. Гордеева, позже была подопечной заслуженного тренера России М. И. Зацеляпина. Проходила подготовку в волгоградской Специализированной детско-юношеской спортивной школе олимпийского резерва по лёгкой атлетике «Каустик». Окончила Волгоградскую государственную академию физической культуры.
Впервые заявила о себе на международном уровне в сезоне 1995 года, когда вошла в состав российской национальной сборной и выступила на Кубке Европы по легкоатлетическим многоборьям в Хелмонде — вместе со своими соотечественницами стала бронзовой призёркой в женском командном зачёте.
В 1997 году в пятиборье с личным рекордом (4618) одержала победу на зимнем чемпионате России по многоборьям в Липецке, заняла пятое место на чемпионате мира в помещении в Париже. В семиборье выиграла серебряную медаль на летнем открытом чемпионате России в Краснодаре, победила в командном зачёте на Кубке Европы в Оулу, показала пятый результат на Универсиаде в Сицилии, стала тринадцатой на чемпионате мира в Афинах.
В 2000 году взяла бронзу в пятиборье на зимнем чемпионате России в Челябинске, тогда как на Кубке Европы в Оулу стала серебряной призёркой в личном зачёте семиборья, уступив только соотечественнице Наталье Рощупкиной, и вновь победила в командном зачёте.
На чемпионате России 2001 года в Туле была в семиборье второй. На Кубке Европы в Арле выиграла бронзовую медаль в личном первенстве и с российской командой победила в командном первенстве.
В 2004 году на чемпионате России в Туле получила бронзовую награду в семиборье. Благодаря череде удачных выступлений удостоилась права защищать честь страны на летних Олимпийских играх в Афинах, однако уже в ходе стартового этапа, бега на 100 метров с барьерами, сошла с дистанции.
После афинской Олимпиады Гордеева ещё в течение некоторого времени оставалась в составе российской национальной сборной и продолжала принимать участие в крупнейших международных стартах. Так, в 2005 году она отметилась выступлением на чемпионате Европы в помещении в Мадриде — здесь так же не смогла преодолеть стартовый этап, сошла с дистанции во время забега на 60 метров с барьерами.
За выдающиеся спортивные результаты удостоена почётного звания «Заслуженный мастер спорта России».